# Abu Yaqub Yusuf al-Zuhayli al-Badisi
Abu Yaqub Yusuf al-Zuhayli al-Badisi was een 14e-eeuwse Marokkaanse geleerde en soefi. Ibn Khaldun noemde hem de laatste grote Marokkaanse heilige. Hij is begraven buiten de oude stad van Badis.